# Epikaste (Tochter des Augias)
Epikaste (altgriechisch Ἐπικάστη Epikástē) ist eine Person der griechischen Mythologie.
Sie ist die Tochter des Königs Augias von Elis. Ihre Geschwister sind  Phileus, Agasthenes und Agamede. Als Geliebte des Herakles ist Epikaste die Mutter des Thessalos.

## Quelle
- Bibliotheke des Apollodor 2,7,8